# Cryptochirus planus
Cryptochirus planus is een krabbensoort uit de familie van de Cryptochiridae. De wetenschappelijke naam van de soort is voor het eerst geldig gepubliceerd in 1983 door Takeda & Tamura.